# Pietro Anastasi
Pietro Anastasi (Catania, 1948. április 7. – 2020. január 17.) Európa-bajnok olasz labdarúgó, csatár.

## Pályafutása

### Klubcsapatban
1964-ben a Massiminiana csapatában kezdte a labdarúgást, majd 1966-ban a Varese felnőtt csapatában mutatkozott be. Pályafutása meghatározó részét 1968 és 1976 között a Juventus együttesénél töltötte, ahol három bajnoki címet és egy olasz kupa-győzelmet szerzett a csapattal. Tagja volt az 1970–71-es idényben VVK-győztes csapatnak. 1976 és 1978 között az Internazionale, 1978 és 1981 között az Ascoli labdarúgója volt. Az 1981–82-es idényben a svájci FC Lugano játékosa volt és itt fejezte be az aktív labdarúgást.

### A válogatottban
1968 és 1975 között 25 alkalommal szerepelt az olasz válogatottban és nyolc gólt szerzett. 1968-ban Európa-bajnok lett a válogatottal. Az 1970-es mexikói világbajnokságot sérülés miatt kénytelen volt kihagyni. Tagja volt az 1974-es NSZK-beli világbajnokságon részt vevő csapatnak.

## Sikerei, díjai
Olaszország
- Európa-bajnokság
  - aranyérmes: 1968, Olaszország

 Juventus
- Olasz bajnokság (Serie A)
  - bajnok: 1971–72, 1972–73, 1974–75
- Olasz kupa (Coppa Italia)
  - győztes: 1978
  - gólkirály: 1975 (9 gól)
- Vásárvárosok kupája (VVK)
  - gólkirály: 1970–71